# جيمس ماكغريغور ستيوارت
جيمس ماكغريغور ستيوارت هو محامي كندي، ولد في 30 يونيو 1889 في Pictou ‏ في كندا، وتوفي في 11 فبراير 1955 في هاليفاكس في كندا.